# Stora Djurlången
Stora Djurlången är en sjö i Lindesbergs kommun och Smedjebackens kommun i Dalarna och ingår i Norrströms huvudavrinningsområde. Sjön har en area på 1,39 kvadratkilometer och ligger 231,1 meter över havet. Sjön avvattnas av vattendraget Djurlångsån.

## Delavrinningsområde
Stora Djurlången ingår i det delavrinningsområde (664510-147373) som SMHI kallar för Utloppet av Stora Djurlången. Medelhöjden är 274 meter över havet och ytan är 29,95 kvadratkilometer. Det finns inga avrinningsområden uppströms utan avrinningsområdet är högsta punkten. Djurlångsån som avvattnar avrinningsområdet har biflödesordning 4, vilket innebär att vattnet flödar genom totalt 4 vattendrag innan det når havet efter 232 kilometer. Avrinningsområdet består mestadels av skog (83 procent). Avrinningsområdet har 2,12 kvadratkilometer vattenytor vilket ger det en sjöprocent på 7,1 procent.